# 埃米爾·康斯坦丁內斯庫
埃米尔·康斯坦丁内斯库（羅馬尼亞語：Emil Constantinescu，發音：[eˈmil konstantiˈnesku]；1939年11月19日—），前羅馬尼亞總統（1996年－2000年）。

## 经历
他畢業於布加勒斯特大學法學院，但後來成為一名地質學家。1966年，康斯坦丁內斯庫開始在布加勒斯特大學地質學院任教，並成為羅馬尼亞共產黨地方組織在校內的宣傳秘書。
1989年羅馬尼亞革命後，康斯坦丁內斯庫創立羅馬尼亞公民聯盟基金會，事任副主席。他也是羅馬尼亞反極權主義論壇的代理主席；該論壇是羅馬尼亞第一個反對派相關組織，後轉型成政治和選舉聯盟：羅馬尼亞民主黨大會。
1992年，他被選為布加勒斯特大學校長，同時參與競選羅馬尼亞民主黨大會的主席。但他在第二輪投票敗給現任主席揚·伊利埃斯庫。
敗選後，康斯坦丁內斯庫將心力投注於羅馬尼亞國內及國際性非政府組織上。他擔任ICD學院文化外交部、公民教育協會、羅馬尼亞民主基金會等組織的主席，也是區域合作與衝突預防學會的創會會長。此外，他也是文化外交學會諮詢委員會的成員。